# Alphabet international africain
Pour les articles homonymes, voir AIA.
L'alphabet international africain (AIA) est un alphabet fondé sur l'alphabet latin, proposé en 1927 par l'Institut international des langues et civilisations africaines de Londres sous la direction de Diedrich Westermann. Il a été créé afin de permettre la transcription des langues africaines pour des usages scientifiques et pratiques.
Cet alphabet utilise des lettres supplémentaires au lieu d'utiliser l'alphabet latin de base avec des diacritiques ou dans des digrammes pour représenter certains phonèmes, ce qui simplifie également l'orthographe en la régularisant sur la prononciation.
En revanche, la nasalisation des voyelles est régularisée avec le tilde diacritique (au lieu d'utiliser un digramme terminé par n ou m en orthographe française standard). D'autres digrammes ou trigrammes classiques du français ne sont pas utilisés, pas plus que les variantes orthographiques du même phonème (telles que c, ch, k, q en orthographe française standard), ni la transcription des lettres muettes (telles que le u du digramme gu, et les e et s muets des formes féminines et plurielles des noms propres et gentilés). La diérèse de deux voyelles ou le coup de glotte d'une voyelle initiale est notée par l'apostrophe (plutôt que le tréma diacritique ou un h initial en orthographe française standard). Les consonnes ont une seule prononciation (contrairement aux s, g, x en orthographe française standard). Le h transcrit est toujours aspiré (il n'y a pas de h muet).
La lettre q n'est normalement pas utilisée, mais peut apparaître parfois pour la transcription du coup de glotte dur des termes d'origine arabe. Cependant certain digrammes de consonnes sont encore utilisés pour les consonnes palatalisées (comme mb ou nd, transcrits comme mʼb ou nʼd).

## Utilisations
L’alphabet international africain servira de base à l’orthographe de plusieurs langues du Ghana, présentée notamment dans la nouvelle écriture de 1927 et 1930 ou les Language guides publiés à partir des années 1960.
En 1935, A. Burssens et G. van Bulck présentent l’alphabet international africain adapté aux langues du Congo belge. Ceux-ci incluent notamment la lettre additionnelle alpha latin ‹ ɑ ›, elle aussi empruntée à l’alphabet phonétique international. Plusieurs auteurs utiliseront cet alphabet pour les langues du Congo et certaines de ses lettres sont encore utilisées dans les orthogarphes standardisées de 1974.
En Afrique du Sud, de nouvelles orthographes utilisant ɓ, ɗ ou ɼ (au lieu de ɣ) sont adoptées pour le shona et le ndau, le xhosa, le zoulou. Cependant les lettres spéciales de l’alphabet international africain sont remplacées dans leurs révisions dans les années 1950.

## Caractères

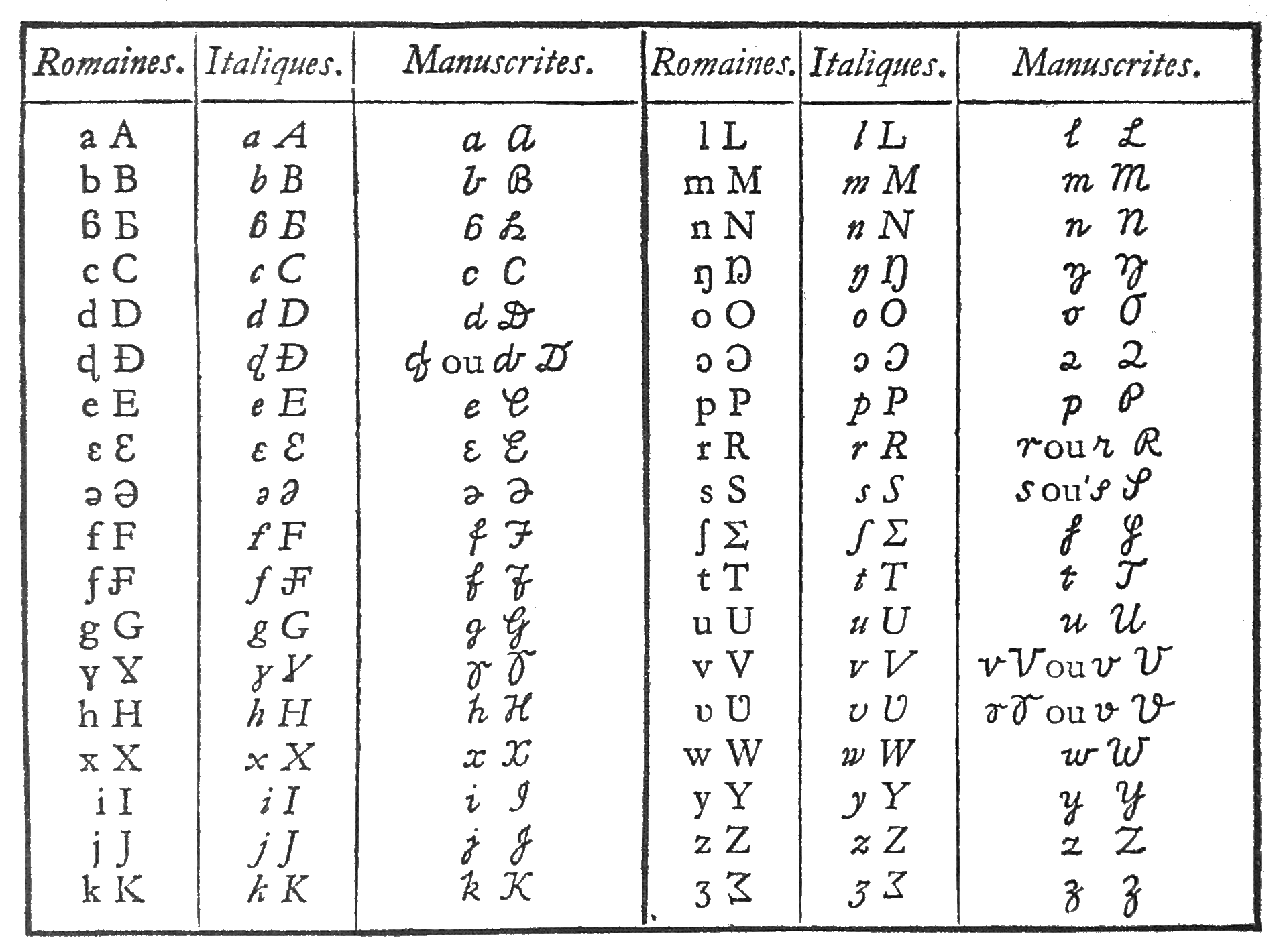
Tableau des minuscules, majuscules et formes écrites de l’Orthographe pratique des langues africaines, 1930

| Minuscule | a | b | ɓ | c | d | ɖ | e | ɛ | ə | f | ƒ | g | ɣ | h | x | i | j | k | ʼ | l | m | n | ŋ | o | ɔ | p | r | s | ʃ | t | u | v | ʋ | w | y | z | ʒ |
| Majuscule | A | B | Ɓ | C | D | Ɖ | E | Ɛ | Ə | F | Ƒ | G | Ɣ | H | X | I | J | K | ʼ | L | M | N | Ŋ | O | Ɔ | P | R | S | Ʃ | T | U | V | Ʋ | W | Y | Z | Ʒ |

## Correspondances avec d’autres transcriptions
| Minuscule                          | a | b | ɓ  | c | d | ɖ  | e | ɛ    | ə     | f | ƒ  | g    | ɣ  | h | x | i | j | k    | ʼ    | l | m | n | ŋ  | o        | ɔ | p | r | s | ʃ  | t | u     | v | ʋ  | w | y | z | ʒ  |
| ancienne transcription francophone | a | b | bh | c | d | dh | é | è, ê | e, eu | f | fh | g(u) | gh | h | h | i | j | k, q | ¨, h | l | m | n | ng | ô, o, au | o | p | r | s | ch | t | ou, u | v | vh | w | y | z | jh |